# Arthur Thomas Malkin
Arthur Thomas Malkin (* 1803 in Hackney, London; † 1888 in Corrybrough, Inverness, Schottland) war ein englischer Pionier der Bergsteigerei und Schriftsteller.
Die Historiker Benjamin Heath Malkin und Frederic Malkin waren seine Brüder. Im August 1840 bestieg Malkin als Erster das Hockenhorn im Lötschental in den Berner Alpen. Im Alter von 85 Jahren starb Arthur Thomas Malkin 1888 in Corrybrough, Schottland.

## Werke
- Biographies of eminent men in literature, arts, and arms, from the 13th century, Nattali & Bond, London, 1850
  - 1. – Dante to Raleigh
  - 2. – Lord Bacon to Leibniz
  - 3. – Somers to John Hunter
  - 4. – Gibbon to Wilberforce
- Distinguished men of modern times, Knight, London 1838 (Bd. 1–4)
- Gallery portraits with memoirs. Knight, London 1848[1]
- Historical parallels, Knight, London (Bd. 1–3)[2]
- History of Greece from the earliest times to its final subjection to Rome, Baldwin & Cradock, London 1829
- Leaves from the Alpine notebooks, London 1890